# Jiří Uhlík
Jiří Uhlík (* 20. srpna 1995, Klatovy) je český hokejový útočník, aktuálně[kdy?] působící v HC Klatovy.

## Klubová kariéra
Odchovanec klatovského hokeje prošel mládežnickými kategoriemi týmu HC Škoda Plzeň. V sezóně 2013/2014 působil ve formě střídavých startů ve 2. lize v dresu rodných Klatov. V sezóně 2014/2015 oblékal dres Mountfieldu HK, kde okusil českou extraligu. V této sezóně také oblékl dres Nymburku, který působil ve 2. lize. Sezónu 2015/2016 zahájil v dresu Klatov, odkud po jednom zápase zamířil do Břeclavi. Od sezóny 2016/2017 působí v domovských Klatovech.

## Statistiky
| Sezóna    | Klub                  | Z  | G  | A  | B  |
| --------- | --------------------- | -- | -- | -- | -- |
| 2009/2010 | HC Plzeň U16          | 34 | 10 | 8  | 18 |
| 2010/2011 | HC Plzeň U16          | 35 | 30 | 19 | 49 |
|           | HC Plzeň U18          | 2  | 1  | 0  | 1  |
| 2011/2012 | HC Plzeň U18          | 44 | 18 | 19 | 37 |
| 2012/2013 | HC Plzeň U18          | 43 | 15 | 16 | 31 |
| 2013/2014 | HC Plzeň U20          | 38 | 6  | 3  | 9  |
|           | SHC Klatovy           | 15 | 4  | 3  | 7  |
| 2014/2015 | HK Hradec Králové U20 | 32 | 23 | 24 | 47 |
|           | Mountfield HK         | 1  | 0  | 0  | 0  |
|           | NED Hockey Nymburk    | 4  | 1  | 0  | 1  |
| 2015/2016 | HC Břeclav            | 34 | 10 | 8  | 18 |
|           | SHC Klatovy           | 1  | 0  | 0  | 0  |
| 2016/2017 | SHC Klatovy           | 40 | 32 | 20 | 52 |
| 2017/2018 | SHC Klatovy           | 30 | 13 | 14 | 27 |
| 2018/2019 | SHC Klatovy           | 41 | 23 | 20 | 43 |
| 2019/2020 | SHC Klatovy           |    |    |    |    |